# ワンディー・シンワンチャー
ワンディー・シンワンチャー（タイ語: วันดี สิงห์วังชา, 英語: Wandee Singwangcha、1980年2月5日 - ）は、タイのプロボクサー。本名はオーン・ドゥーウィセート（อ้อน ดูวิเศษ）。ウドーンターニー県出身。元WBC世界ミニマム級王者。元WBC世界ライトフライ級暫定王者。世界2階級制覇王者。ワンディー・チョー・チャレオンとも。

## 来歴
1994年12月13日、プロデビュー。
1996年7月13日、タイ・バンコクでローランド・トヨゴンとIBFインターコンチネンタルミニマム級王座決定戦を行い、10回判定勝ちを収め王座を獲得した。
1997年8月30日、インドネシア・東ジャワ州・スラバヤのケルタジャスタジアムでファイソル・アクバルと対戦し、12回判定負けを喫し初防衛に失敗、王座から陥落した。
1998年8月23日、26戦目で世界初挑戦。横浜でロッキー・リン（台湾出身）とWBC世界ミニマム級暫定王座決定戦を争い、2-0（116-114、115-113、114-114）の判定勝ちで王座獲得に成功した。
1999年5月4日、岡山県倉敷市の水島緑地福田公園体育館でウルフ時光と対戦し、12回2分51秒TKO勝ちで初防衛に成功した。
1999年9月29日、正規王者リカルド・ロペス（メキシコ）が王座を剥奪されたのに伴い、正規王者に認定された。
2000年2月11日、タイ・サムットサーコーン県のマハーチャイ・ビラ・アリーナでホセ・アントニオ・アギーレ（メキシコ）と対戦し、0-2（113-115、112-116、114-114）の判定負けを喫し、2度目の防衛に失敗、王座から陥落した。
2003年3月29日、イギリス・ロンドンのウェンブリー・カンファレンス・センターでピーター・カルショー（イギリス）とWBF世界スーパーフライ級タイトルマッチを行い、0-3の判定負けを喫し王座獲得に失敗した。
2003年6月13日、オーストラリア・シドニー西部郊外にあるオーバーンのオーバーン・RSL・クラブでIBFパンパシフィックフライ級タイトルマッチでビック・ダルチニアンと対戦し、4回KO負けを喫し王座獲得に失敗、12月12日のホームブッシュ・ベイのバッジェリーズ・パビリオンで行われたIBF世界フライ級挑戦者決定戦でのダルチニアンとの再戦でも5回KO負けを喫し、イレーネ・パチェコの挑戦権獲得に失敗、ワンディー自身4連敗を喫した。
2004年9月9日、チュムポーン県でエルネスト・ルビリアル（フィリピン）とWBCインターナショナルライトフライ級王座決定戦を行い、8回TKO勝利を収め王座を獲得した。
2004年11月16日、ノンタブリー県のスコータイ・タマティラート大学でジュン・アルロス（フィリピン）と対戦し、1-1（114-114、115-113、113-117）の引分で初防衛に成功した。 
2006年7月18日、2階級制覇を懸け、バンコクバーンカピ区のザ・モール・ショッピングセンターでファニト・ルビリアル（フィリピン）とWBC世界ライトフライ級暫定王座決定戦を行い、3-0（117-111、117-113、117-113）の判定勝ちで王座獲得に成功、2階級制覇を達成した。
2006年10月9日、後楽園ホールで嘉陽宗嗣と対戦し3-0（114-113、116-111、116-111）の判定勝ちを収めたが、ワンディーが前日計量をクリア出来ず王座を剥奪されていた為、王座は空位となった。
2007年11月19日、バンコクのザ・モール・ショッピングセンター・ンガムウォンワンでフェルナンド・ルマカド（フィリピン）とABCOフライ級王座決定戦を行い、3-0（116-112×2、118-112）の判定勝ちで王座を獲得した。
2009年3月4日、さいたまスーパーアリーナで亀田大毅と対戦し、6回0分27秒KO負けを喫した。
2009年5月28日、セブ州セブ市のセブ・コロシアムでマルビン・ソンソナとWBOオリエンタルフライ級王座決定戦を行い、2回1分49秒KO負けを喫し、王座獲得に失敗した。
2009年8月11日、ブリックス・レイ（フィリピン）とWBOアジア太平洋フライ級王座決定戦で対戦し、3-0（115-113、115-113、116-112）の判定勝ちで王座を獲得した。
2010年7月31日、WBCインターナショナルスーパーフライ級タイトルマッチでシルベスター・ロペス（フィリピン）と対戦し、2回2分10秒TKO負けを喫し、王座獲得に失敗した。
2011年5月12日、サムイ島でペッバーンボーン・ゴーキャットジムとABCOスーパーフライ級コンチネンタル王座決定戦を行い、8回1分52秒1-2（74-77、75-76、76-75）の負傷判定負けを喫し王座獲得に失敗した。
2013年5月28日、香港の香港コンベンション・アンド・エキシビション・センターでABCOコンチネンタルスーパーフライ級王者レックス・ツォ（香港）と対戦し、4回1分4秒TKO負けを喫し王座獲得に失敗した。

## 獲得タイトル
- WBC世界ミニマム級暫定王座(防衛1=正規王座に認定)
- WBC世界ミニマム級王座(防衛0)
- WBC世界ライトフライ級暫定王座(防衛0=剥奪)